# فرودگاه شلی
فرودگاه شلی (به انگلیسی: Challis Airport) یک فرودگاه همگانی بهره‌برداری هوایی با کد یاتا CHL است که یک باند فرود آسفالت دارد و طول باند آن ۱۴۰۲ متر است. این فرودگاه در شهر چالیس، آیداهو کشور ایالات متحده آمریکا قرار دارد و در ارتفاع ۱۵۴۶ متری از سطح دریا واقع شده‌است.